# Reichszentrale zur Bekämpfung der Homosexualität und Abtreibung
La Reichszentrale zur Bekämpfung der Homosexualität und Abtreibung (en català Centre del Reich per a la lluita contra l'avortament i l'homosexualitat) era una institució policial dependent de les SS de l'Alemanya nazi. Va ser l'instrument fonamental del nacionalsocialisme durant el Tercer Reich per a la persecució dels homosexuals i l'avortament.

## Història
La Reichszentrale es va crear el 10 d'octubre de 1936 per un decret especial del Reichsführer SS Heinrich Himmler, dins de la reorganització del Reichskriminalpolizeiamt, alhora que es creava la policia criminal Kripo. La seua creació va ser el senyal de la reactivació de la persecució dels homosexuals després de la relativa calma durant els Jocs Olímpics de 1936. La tasca de la Reichszentrale va ser la recol·lecció de dades sobre els homosexuals. Així, en 1940 ja posseïen dades d'uns 41.000 homosexuals, tant possibles sospitosos com condemnats.
L'arxiu central de dades va permetre a la Reichszentrale introduir i coordinar la persecució i el càstig d'homosexuals. Per a açò, tenia a la seua disposició comandaments especials mòbils, que també podien actuar de forma executiva.
El seu director fins a 1938 va ser l'oficial de les SS Josef Meisinger. Més tard ho seria el conseller criminalista Erich Jacob. A partir de juliol de 1934, Jacob va passar a ser director criminòleg i al seu costat, com a director científic, es va nomenar al psiquiatre i neuròleg Carl-Heinz Rodenberg. Tots dos tenien a la seua disposició una plantilla de 17 treballadors. La col·lecció de fitxes, que s'estima entorn de les 100.000, va ser destruïda amb tota probabilitat en els últims dies de la guerra.
Dins d'una campanya contra l'Església catòlica, molts religiosos catòlics van ser detinguts sota l'acusació infundada d'haver realitzat actes homosexuals.